# Islands (álbum de King Crimson)

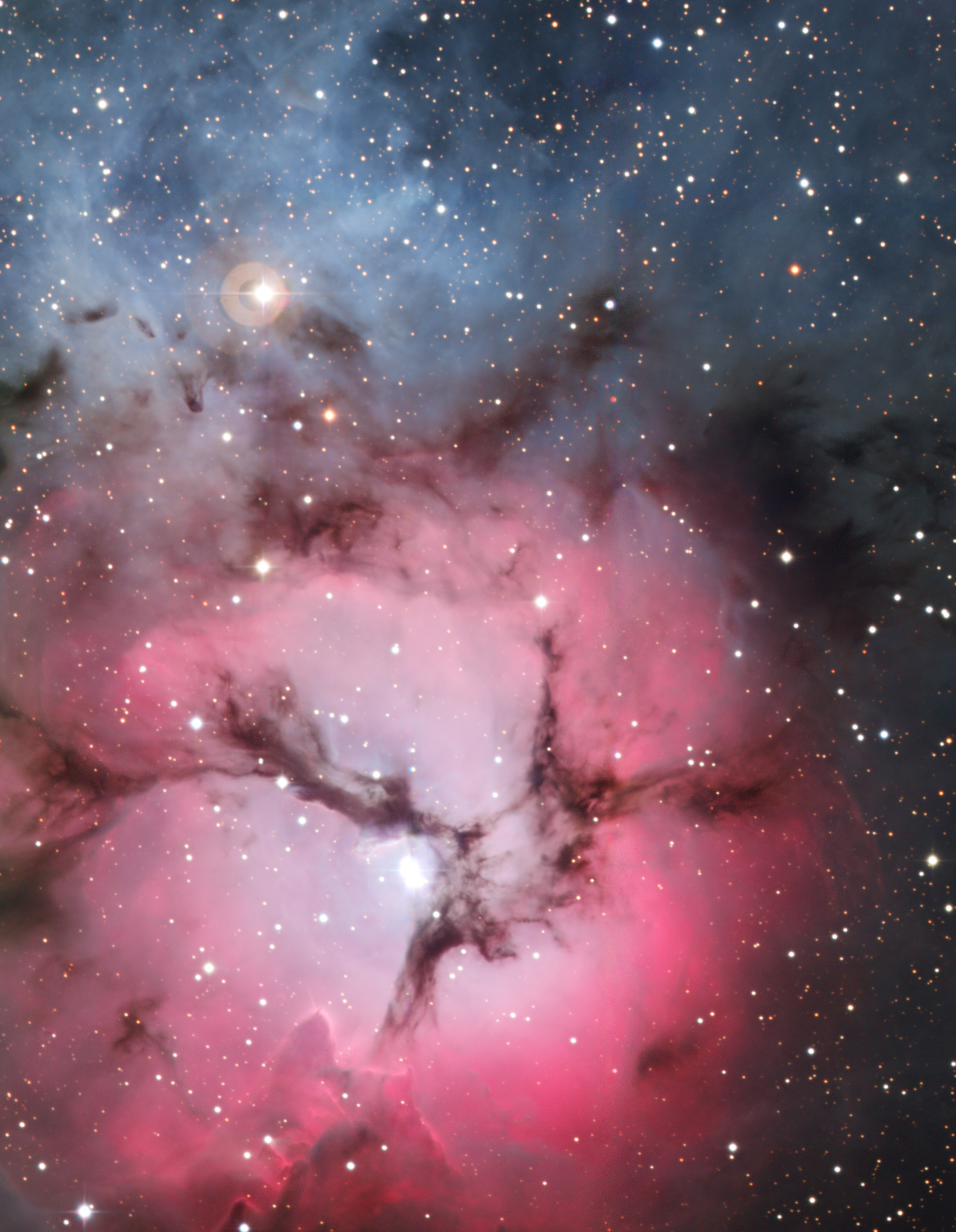
Una imagen de la Nebulosa Trífida fue empleada como portada del disco.Archivo: ESO.

Islands es el cuarto álbum de la banda inglesa de rock progresivo King Crimson, publicado en 1971. 
Es el último álbum de estudio de la banda antes de sumergirse en la trilogía conformada por Larks' Tongues in Aspic, Starless and Bible Black y Red, y el último con la colaboración del letrista Peter Sinfield y con el clásico sonido sinfónico de la formación. 
La marcha después de la grabación de Lizard del bajista y vocalista Gordon Haskell hizo que Robert Fripp tuviese que incluir a Boz Burrell. Como este no sabía tocar el bajo, Fripp tuvo que enseñarle a hacer las dos cosas a la vez y poder sustituir así a Haskell. 
En un principio, la portada del álbum no traía ni el nombre de la banda ni el del disco, que fueron incluidos en posteriores ediciones.
La película Formentera Lady, del realizador Pau Durà, toma su título de la canción del mismo nombre de este disco.

## Lista de canciones
- Todos los temas de Robert Fripp y Peter Sinfield, salvo los indicados.

Lado A
1. "Formentera Lady" – 10:14
2. "Sailor's Tale" (Fripp) – 7:21
3. "The Letters" – 4:26

Lado B
1. "Ladies of the Road" – 5:28
2. "Prelude: Song of the Gulls" (Fripp) – 4:14.
3. "Islands" – 11:51

## Personal
- Robert Fripp – Guitarra, mellotron y armonio
- Peter Sinfield – Letras, sonidos y visiones
- Boz Burrell – Bajo y voz
- Mel Collins – Saxofón, flauta y coros
- Ian Wallace – Batería, percusión y coros

### Músicos adicionales
- Paulina Lucas – Voz de soprano
- Keith Tippett – Piano
- Robin Miller – Oboe
- Marc Charig – Corneta
- Harry Miller – Contrabajo